# Каристос
Каристос (гр: Κάρυστος, Karystos) град је у средишњој Грчкој, у округу Евбеја периферије Средишња Грчка. То је други по значају град у округу и најважнији његове јужне половине.
Каристос је познато викенд-излетиште за Атињане.

## Положај
Каристос се налази у јужном делу округа острва Евбеја, највећег у Средишњој Грчкој. Град се сместио у омањем заливу Егејског мора, иза кога се пружа невелика равница. У позадини се издиже планина Димосари.

## Историја
Каристос је био познато насеље у време старе Грчке под називом Каристус.

## Становништво
Град Каристос има нешто преко 5.000 ст., а са ближом околином око 7.000 ст. Лети и викендом се број повећава због бројних викенд-посетилаца.

## Галерија
- Каристос и планина Димосари
- Ггадско приобаље
- Замак Бурци
- Остаци средњовековне утврде